# Rhaeten-Herold
Der Rhaeten-Herold (auch Rhaetenherold, Eigenschreibweise RHAETEN-HEROLD) ist seit 1923 bis heute die Verbindungszeitschrift der KBStV Rhaetia München. In den wissenschaftlichen Kapiteln werden Kultur und Geschichte Bayerns sowie religionswissenschaftliche Themen behandelt.

## Geschichte
Erste dokumentatorische Schriftstücke der noch jungen Münchner Studentenverbindung waren seit 1884 die jährlich erschienenen Correspondenz-Blätter der Aktivitas (ZDB-ID 1351962-1). Parallel dazu wurden ab 1892 von Johann Mayerhofer in Speyer jährlich die Correspondenz-Blätter des Philisteriums (ZDB-ID 1352070-2) herausgegeben.
Der Rhaetenherold knüpft an diese Tradition an, wobei Erscheinen und Inhalte professionalisiert wurden. Er wurde als Vierteljahresschrift der katholischen bayerischen Studentenverbindung Rhaetia München-Würzburg konzipiert und stand als Schriftstück der Gesamtverbindung für Zusammenhalt und Gemeinschaftsgeist und diente zur internen Kommunikation und Bildung einer inneren Geschlossenheit während der schwierigen Jahre der Weimarer Republik. Die Abspaltung der Rhaetia Herbipolensis im Jahr 1924 konnte jedoch auch nicht durch bessere interne Kommunikation vermieden werden. Bereits zwischen Juli 1924 und Juli 1938 wurde die Zeitschrift im monatlichen Rhythmus verlegt, wobei sich der Umfang der Ausgaben reduzierte. Das Verbot der Zeitschrift durch die Nationalsozialisten geschah mit der letzten Ausgabe im Juli 1938.
Als erste Ausgabe nach dem Zweiten Weltkrieg mit Zustimmung der amerikanischen Besetzungsbehörde die Ausgabe 173 im August 1948 gedruckt. Seitdem erschien der Rhaeten-Herold zweimonatlich mit vier Ausgaben jährlich seit 1983. In den Jahren 1956, 1961 und 1981 wurden zusätzliche Sonderausgaben zu den Jubel-Stiftungsfesten herausgegeben. Im Jahr 2023 wurde das 100-jährige Jubiläum des Rhaeten-Herolds mit 4 Sonderexemplaren gefeiert. 2024 wurde der ursprüngliche, vierteljährliche Erscheinungsrhythmus wieder eingeführt.

## Inhalte
Der Rhaetenherold ist das offizielle Mitteilungsblatt der Verbindung und dient als Organ rhaetischen Denkens und Erlebens sowie der Pflege des Kontaktes der Mitglieder mit der Verbindung und untereinander. Der Rhaeten-Herold widmete sich nie der Parteipolitik, bildete aber seit 1923 für weltanschauliche, soziologische und philosophische Diskussionen ab. Besonders zu erwähnen sind die interne Diskussionen, Prinzipienbesprechungen und Richtungsbestimmungen in der Zwischenkriegszeit. Geschichtliche Diskussionen besprechen vorrangig den heutigen Freistaat Bayern sowie die Vorgängerstaaten wie das Königreich Bayern mit der Pfalz, das Kurfürstentum Bayern oder andere Gebiete des Hauses Wittelsbach (vgl. auch Historisches Territorium (Bayern)).
Der wiederkehrende Aufbau des Rhaeten-Herolds gliedert sich in
- Philisterium aktuell
- Aktivitas aktuell
- Aus den Gauen
- Rhaetia intern
- In Memoriam
- Blüten des Lebens und Geistes
- Rhaetenbibliothek
- Bayerische Kostbarkeiten am Wegesrand
- Geschichte in und um Bayern

Die Artikel werden überwiegend von Mitgliedern oder Personen mit Bezug zur Verbindung geschrieben.

## Chefredakteure
Der Schriftleiter als Chefredakteur des Rhaeten-Herolds trägt die presserechtliche Verantwortlichkeit für die Zeitschrift. Seit 1923 gab es 12 Herold-Schriftleiter.
| Jahr      | Chefredakteur       |
| --------- | ------------------- |
| 1923–1924 | J. Listl            |
| 1925–1933 | F. Demmel           |
| 1933–1938 | K. Adlmaier         |
| 1938–1948 | kein Rhaeten-Herold |
| 1948–1960 | F. Pauer            |
| 1960–1970 | H. Vogel            |
| 1970–1973 | R. Zrenner          |
| 1973–1979 | O. Freundorfer      |
| 1979–1982 | A. Reichert         |
| 1982–1991 | E. Wimmer           |
| 1991–1993 | H. Lindner          |
| 1993–1994 | E. Wimmer           |
| 1994–2021 | A. Schneider        |
| Seit 2021 | A. Knaus            |

## Format und Vertrieb
Der Rhaeten-Herold wird als farbige Zeitschrift im DINA4-Format gedruckt und besteht aus meist 32 Seiten.
Der Rhaeten-Herold existiert als gedruckte Version und als digitale Version. Er wird vor allem den Mitgliedern der K.B.St.V. Rhaetia zugeschickt, darüber hinaus Witwen von verstorbenen Bundesbrüdern, Freunden und Interessenten sowie Mitgliedern anderer befreundeter Verbindungen und sonstigen Abonnementen. Es werden keine Einnahmen durch Werbe-Anzeigen generiert, da keine Gewinnabsicht besteht.

## Rezeption
Der Rhaeten-Herold stellt als Chronist des Verbindungslebens auch gesellschaftliche und politische Situationen aus der Perspektive der aktuellen Zeit dar. Er diente somit bereits verschiedenen wissenschaftlichen, insbesondere soziologischen, Publikationen als Quelle. Aufgrund dieser Bedeutsamkeit werden nicht nur die Pflichtstücke in der Bayerischen Staatsbibliothek archiviert, sondern auch im Stadtarchiv München, in der Universitätsbibliothek der LMU München, in der Dombibliothek Freising, in der Staatlichen Bibliothek Passau  und im Bayerischen Hauptstaatsarchiv. Zusätzlich sind besondere Exemplare und Jahrgänge in der Deutschen Nationalbibliothek in Leipzig, der Stadtbücherei Ingolstadt und der Bibliothek des Bundesverfassungsgerichts in Karlsruhe verfügbar.